# 藤本淨彦
藤本 淨彦（藤本 浄彦、ふじもと きよひこ／じょうげん、1944年3月6日 - ）は、浄土宗の僧、仏教学者、佛教大学名誉教授。浄土宗大本山金戒光明寺第76世法主。山口県大島郡周防大島町東屋代西蓮寺住職。

## 略歴
山口県大島郡生まれ。早稲田大学第一文学部哲学科卒業、1971年大谷大学大学院文学研究科博士課程単位取得。知恩院浄土宗学研究所研究員、ドイツ・マールブルク大学神学部客員研究員、佛教大学文学部助教授、教授、副学長、2015年定年、名誉教授。日本宗教学会理事、社会福祉法人さつき会理事長、西蓮寺住職。1998年「法然浄土教の宗教思想論究」で佛教大学文学博士。浄土宗教学院副理事長、教学審議会委員長、浄土宗総合研究所所長などの宗内要職を歴任。2021年8月26日に大本山金戒光明寺（京都市左京区）の第76世法主に推戴された。

## 著書
- 『実存的宗教論の研究』平楽寺書店 1986
- 『法然浄土教思想論攷』平楽寺書店 1988
- 『法然浄土教の現在 教義と教化の接点をもとめて』四恩社 1992
- 『<いのち>へのめざめ 生き方としての浄土教』浄土宗出版室 1997
- 『法然浄土教の宗教思想』平楽寺書店 2003
- 『法然浄土宗学論究』平楽寺書店 2009
- 『法然 日本人のこころの言葉』創元社 2010

### 編共著
- 『死生の課題』編 人文書院 仏教大学四条センター叢書 1996
- 『宮本常一のメッセージ 屋代島（周防大島）郷土大学講義録』佐野眞一,碓井巧,小泉凡,立松和平共著 みずのわ出版 2007
- 『仏教と看護』藤堂俊英共編 法藏館 2013

### 記念論文集
- 『法然仏教の諸相』藤本淨彦先生古稀記念論文集刊行会編 法藏館 2014

## 論文
- Cinii

## 注
1. ↑  『現代日本人名録』